# Dialectica scalariella
Dialectica scalariella is een vlinder uit de familie mineermotten (Gracillariidae). De wetenschappelijke naam is voor het eerst geldig gepubliceerd in 1850 door Zeller.
De soort komt voor in Europa.